# Finnische Staatsangehörigkeit
Die finnische Staatsangehörigkeit (originalsprachlich finnisch suomen kansalaisuus oder schwedisch finländskt medborgarskap) ist die gesetzliche Bindung zwischen einem Individuum und dem Staat Finnland, die dessen Position und Rechte und Pflichten in diesem bestimmt. Dominierend ist das Abstammungsprinzip (ius sanguinis), das heißt dem Blut wird viel und dem Boden wenig Bedeutung beigemessen.

## Historisches
Im Zarenreich ging die herrschende Aristokratie von einer feudalen Bindung der Untertanen aus. Erst die Reformen der Gesetzessammlung Swod Sakonow brachten 1857 und 1864 ein bürgerliches Staatsangehörigkeitskonzept.
Für den Reichsteil des finnischen Großherzogtums, ab 1809, galten jedoch auf vorherigem schwedischen Recht basierende Sonderregelungen. So gab es ein eigenes Parlament und keine Leibeigenschaft. Bei der Wehrpflicht galten Sonderregeln. Finnen im restlichen russischen Reich genossen auch dort alle ihre Privilegien.
Finnischer Bürger wurde man u. a. durch Eintragung in entsprechende Verzeichnisse der Städte. Ins Großfürstentum zugezogene Ausländer, die während dieser Ära als russische Untertanen eingebürgert wurden, erhielten zugleich die sonst nur Finnen zustehenden Rechte. Zugezogene Russen genossen diese nicht. Ihnen wurde der Erwerb des Bürgerrechts, was über die Wohnsitzgemeinde geschah, schwer gemacht. Im Rahmen des Versuchs ab 1910, eine gesamtimperiale Gesetzgebung im Zarenreich einzuführen, kam es zu finnischem Widerstand. 1912 wurden sogar die obersten finnischen Richter verhaftet, weil sie eine leichtere Einbürgerung von Russen verhindert hatten. Z. B. hatten sie die sehr hohe Summe von 1000 Rubel an die Sozialkasse zu zahlen.
Auf die Unabhängigkeitserklärung des finnischen Parlaments am 6. Dezember 1917 folgte der Finnische Bürgerkrieg zwischen „Weißen“ und „Roten“. Es folgten finnische Ostkriegszüge 1918–1920 auf Seiten der Weißen, obwohl die Sowjetmacht die Unabhängigkeit schon zum Jahresende 1917 anerkannt hatte.
Die Verfassung 1919, gültig bis 1999, bestimmte in § 4: „Das finnische Staatsbürgerrecht hat jedermann, der von finnischen Eltern geboren wurde, ebenso eine ausländische Frau, die mit einem finnischen Staatsbürger verheiratet ist. Der Angehörige eines fremden Staates kann in dem gesetzlich festgesetzten Verfahren und unter den gesetzlich festgesetzten Bedingungen das finnische Staatsbürgerrecht erwerben.“
Das erste Einbürgerungsgesetz 1920 verlangte 5-jährigen Wohnsitz, Solvenz, „guten Charakter“ und die Aufgabe anderer Staatsbürgerschaften. Dem Antrag war eine Erklärung über Religion und Gesundheitszustand beizufügen. Finanzielle und charakterliche Eignung war von der Kommune zu bescheinigen. Einbürgerungen erstreckten sich automatisch mit auf im Lande wohnende Ehefrauen und minderjährige Kinder. Auf die Wohnsitzfristerfordernis konnte, primär für ehemalige Finnen, ebenso wie bei besonderen Umständen auf das Doppelstaatlerverbot, verzichtet werden. Einbürgerungen wurden vollzogen, indem vor dem Provinzgouverneur ein Treueeid geleistet wurde.
Die zehn Jahre später erlassene Ausführungsverordnung regelte den Dienstweg über den Staatsrat zum Präsidenten, der formell jede Einbürgerung genehmigte. Nach dieser Genehmigung erhielt der Antragsteller eine Frist gesetzt, innerhalb derer beim Gouverneur der Treueeid zu leisten war. Nach der Eidesleistung sandte der Gouverneur an die Religionsgemeinschaft und das Standesamt entsprechende Bescheinigungen.
Der Verlust der Staatsangehörigkeit wurde durch ein separates Gesetz 1927 geregelt. Im Ausland wohnende oder sich dorthin begebende Finnen, die eine fremde Staatsangehörigkeit annahmen, verloren automatisch die heimatliche. Männer im Alter von 17–28 Jahren, die noch keinen Wehrdienst geleistet hatten, konnten nur vom Präsidenten aus der Staatsangehörigkeit entlassen werden.
Auslandsfinnen, die nie im Lande gelebt oder mindestens zwei Jahre eine finnisch- oder schwedischsprachige Schule besucht oder keinen Wehrdienst geleistet hatten, verloren ihre Staatsangehörigkeit zum 22. Geburtstag, sofern die Beibehaltung nicht vom Präsidenten genehmigt wurde. Das galt auch für ausländische Ehefrauen (die durch Heirat automatisch eingebürgert worden waren) und Kinder von Betroffenen. Man bestimmte 1927, dass bei Heirat eines Ausländers eine Finnin ihre Staatsangehörigkeit nicht mehr automatisch verlor, wenn sie dadurch staatenlos würde oder sie im Inland lebte(n). Wohnte sie mit ihrem ausländischen Ehemann im Ausland und erhielt sie dadurch dessen Staatsbürgerschaft, verlor sie weiterhin ihre finnische.
Entlassungen auf Antrag erfolgten durch den Präsidenten, ggf. unter der Auflage, das Land zu verlassen.

### Staatsangehörigkeitsgesetz 1941
Das Gesetz vom 9. Mai 1941, in Kraft getreten zum 1. Juli 1941, führte die beiden älteren Gesetze zusammen und setzte die völkerrechtlichen Regeln der drei Haager Abkommen zur Staatsangehörigkeit von 1930 um. Man änderte an den Einbürgerungsvoraussetzungen im Kern wenig, formulierte sie aber anders und detaillierter. Der Treueeid wurde abgeschafft. Nicht getrennt lebende Ehepartner konnten nur gemeinsam eingebürgert werden, ggf. samt minderjähriger Kinder. Letztere hatten im Alter von 18–21 Jahren ein Mitspracherecht. Auf die 5-jährige Wartezeit konnte verzichtet werden bei ehemaligen Finnen, Ehepartnern und Härtefällen. Bei Flüchtlingen aus Karelien konnte auf den Nachweis gesicherten Lebensunterhalts verzichtet werden.
Genehmigte Einbürgerungen mussten innerhalb der gesetzten Frist bei der zuständigen örtlichen Behörde eingetragen werden, um wirksam zu sein.
Ab Geburt erlangten die finnische Staatsangehörigkeit alle ehelichen Kinder finnischer Väter und uneheliche Kinder finnischer Mütter sowie Kinder staatenloser Väter, falls sie keine andere Staatsangehörigkeit ab Geburt hatten. Ebenso Findelkinder, falls keine fremde Nationalität festgestellt werden konnte.
Ausländerinnen, die einen Finnen heirateten, wurden dadurch eingebürgert. Das schloss eventuelle gemeinsame voreheliche Kinder mit ein, sofern sie noch minderjährig waren (sog. „Legitimation“).
Ein Finne verlor seine Staatsbürgerschaft, wenn er auf seinen Antrag anderswo eingebürgert wurde. Geschah solch ein Wechsel durch Automatismus, so verlor er die finnische Staatsbürgerschaft nur bei Auslandswohnsitz.
Ein im Ausland lebender Finne, der nicht mindestens zwei Jahre eine finnisch- oder schwedischsprachigen Schule besucht oder in Finnland Wehrdienst geleistet hatte, verlor seine Staatsangehörigkeit am 22. Geburtstag, was ggf. seine Ehefrau (mit zugleich ausländischer Staatsbürgerschaft) mit umfasste.

### Staatsangehörigkeitsgesetz 1968
Das Kansalaisuuslaki/Medborgarskapslag von 1968 wurde 1984 überarbeitet. Bis 1995 lag die Zuständigkeit beim Innenministerium, ausgegliedert in einem separaten Direktorat.
Das neue Gesetz trug zunächst der in die Verfassung eingearbeiteten Gleichberechtigung Rechnung. Das Volljährigkeitsalter wurde auf 18 Jahre gesenkt. Für Findelkinder wird weiterhin Inlandsgeburt angenommen. In Finnland auf die Welt gekommene Kinder, die staatenlos wären, wurden automatisch Finnen ab Geburt.
Die vier Einbürgerungsvoraussetzungen blieben im Kern unverändert. Den „guten Charakter“ begann die Behörde dahingehend zu interpretieren, dass eine Vorstrafe, je nach Schwere, eine bestimmte Zeit zurückliegen musste, um kein Hindernis mehr zu bilden. Das Gesetz vereinfachte die Einbürgerung von Staatsangehörigen aus der Nordischen Passunion. Vor 1990 waren die meisten Neubürger aus diesem Personenkreis oder einheiratende Ausländerinnen.
Die finnische Staatsbürgerschaft konnte nicht mehr automatisch verloren werden, sondern nur noch auf Antrag. Doppelstaatsbürgerschaft blieb weiterhin unerwünscht, wurde aber in Sonderfällen toleriert.
Staatsangehörigkeitserwerb ab 1984
- Ausländische Kinder, die unter 12 Jahren adoptiert wurden, erhielten die Einbürgerung durch antragsgebundene Erklärung finnischer Adoptiveltern.
- Verlust oder Aufgabe der finnischen Staatsangehörigkeit ist nicht mehr möglich, wenn Staatenlosigkeit eintreten würde.
- Jugendliche über 15 Jahren dürfen beim Ausscheiden ihrer Eltern aus der finnischen Staatsangehörigkeit erklären, den Wechsel nicht mitmachen zu wollen.
- Seit 1985 sind Sprachkenntnisse Einbürgerungsvoraussetzung.[20]
- Erst seit 1998 sind Behördenentscheidungen vor den Verwaltungsgerichten anfechtbar.

### Seit 2000
Die neue Verfassung von 1999 bestimmte nun in § 5: „Die finnische Staatsangehörigkeit erhält man aufgrund der Geburt und der Staatsangehörigkeit der Eltern so, wie es durch Gesetz näher vorgeschrieben wird. Die Staatsangehörigkeit kann bei Vorliegen der durch Gesetz festgelegten Voraussetzungen auch durch Mitteilung oder auf Antrag verliehen werden. Aus der finnischen Staatsangehörigkeit kann nur entlassen werden, wenn die durch Gesetz vorgeschriebenen Gründe vorliegen und unter der Voraussetzung, dass die Person die Staatsangehörigkeit eines anderen Staates hat oder bekommt.“
Das am 16. Mai 2003 verabschiedete „Staatsbürgerschaftsgesetz“ (Kansalaisuuslaki / Medborgarskapslag) trat zum 1. Juni 2003 in Kraft. Zuständig in Staatsangehörigkeitsfragen ist, schon seit 1999, die Ausländerbehörde (Maahanmuuttovirasto / Migrationsverket).
Erwerb durch Geburt erfolgt nun, wenn:
- die Mutter Finnin ist,
- der Vater Finne und mit der (ausländischen) Mutter verheiratet ist,
  - Voreheliche, im Ausland geborene Kinder einer solchen Kombination werden Finnen durch Legitimation, uneheliche durch Erklärung.
- die Vaterschaft eines (unverheirateten) Finnen nachgewiesen ist,[25]
- [seit 2019] wenn eine Retortengeburt in Finnland stattfand und die eizellenspendende Mutter Finnin ist,
- in Finnland geborene Kinder anerkannter Flüchtlinge oder Staatenloser, falls sie nicht automatisch (d. h. ohne Verwaltungsverfahren) die Staatsbürgerschaft des Heimatlandes der Eltern erhalten,
- Findelkinder, außer das Vorliegen einer fremden Staatsangehörigkeit wird vor dem 5. Geburtstag geklärt.

Auslandsgeburten sind beim Einwohnermeldeamt DVV (Digi- ja väestötietovirasto / Myndigheten för digitalisering och befolkningsdata) anzumelden. Besteht „keine hinreichende Verbindung“ zu Finnland, kann im Ausland Geborenen die finnische Staatsangehörigkeit weiterhin mit Vollendung des 22. Lebensjahres verloren gehen, z. B. wenn nie ein finnisches Ausweisdokument beantragt wurde oder man weniger als insgesamt sieben Jahre in einem Land der Nordischen Passunion gelebt hat. Jährlich im Dezember erhalten alle potentiell Betroffenen, die im nächsten Jahr volljährig werden, von Amts wegen eine Mitteilung. Eine Antwort an die DVV, die Staatsbürgerschaft beibehalten zu wollen, ist ausreichend.
Die Entlassung auf Antrag ist möglich, sofern der Antragsteller hierdurch nicht staatenlos würde oder sich bei Inlandswohnsitz der Wehrpflicht entzöge. Minderjährige Kinder, die mit einem Elternteil entlassen würden, haben ab dem Alter von 14 Jahren ein Anhörungsrecht.
Einbürgerung
Die Gesetzesreform(en) war(en) auch deshalb nötig geworden, weil sich die Zuwanderung in den 1990er Jahren vervierfacht hatte und eine entsprechend große Zahl von Einbürgerungen beantragt wurde. Alle Anträge sind kostenpflichtig, die Höhe wird jährlich neu festgesetzt. Ein wichtiges neues Prinzip ist, dass potentielle Neubürger mit der „finnischen Gesellschaft vertraut“ sein müssen. Dies wird bei anderen Skandinaviern als gegeben vorausgesetzt, für sie genügt vor Einbürgerung ein zweijähriger Wohnsitz in Finnland.
Andere müssen Sprachkenntnisse des sogenannten YKI-Tests (Yleiset kielitutkinnot / Allmänna språkexamina) auf Stufe 3 (entspricht gutem B1) entweder in finnischer oder schwedischer Sprache oder äquivalente Schulbildung in diesen Sprachen, wie Sekundarschulabschluss oder Berufsausbildung in Finnland oder Schweden, nachweisen. Ausgenommen sind, mit schwer zu bekommender Sondergenehmigung amtlicherseits, Senioren ab 65 Jahren, anerkannte Flüchtlinge und Schwerbehinderte.
Seit Oktober 2024 beträgt die allgemeine Wartefrist acht Jahre. Die Gesamtzeit von Auslandsaufenthalten darf dabei 365 Tage nicht überschreiten. Für Personen, die die geforderten Sprachkenntnisse haben, staatenlos sind, oder für die Ehepartner von Finnen ist die Frist fünf Jahre.
Eine Verlängerung des durchgehenden Wohnsitzerfordernisses auf sechs Jahre für Einbürgerungen wurde durch eine weitergehende Gesetzesänderung 2011 wieder auf fünf Jahre verkürzt. Ersatzweise sind acht Jahre mit Unterbrechungen und die letzten zwei Jahre durchgehend ebenfalls ausreichend. Bei guten Sprachkenntnissen, Ehepartnern (mind. 3 Jahre Ehedauer), minderjährigen Kindern im Alter von 15–18 Jahren und anerkannten Flüchtlingen genügt ein kürzerer Aufenthalt von vier bzw. sechs Jahren. Legale Aufenthaltszeiten in Ländern der Nordischen Passunion sind gleichgestellt, vorausgesetzt die letzten zwei Jahre wurden in Finnland verbracht.
Ausländische Kinder unter 12 werden bei Adoption durch Inländer nun automatisch Staatsbürger. Sind sie älter, können sie durch Erklärung eingebürgert werden. Stiefkindadoption für gleichgeschlechtliche Paare gibt es seit 2009.
Antragsteller müssen ihren (legal erworbenen) Lebensunterhalt nachweisen. Dazu zählt auch, dass ggf. Alimente zuverlässig gezahlt werden.
Eine Einbürgerungsvoraussetzung ist auch, dass kein Zweifel an der Identität des Antragstellers besteht. Bei der Antragstellung hat man sich, ggf. mit allen mit einzubürgernden Familienmitgliedern, auf dem Polizeipräsidium des Distrikts auszuweisen; hier kann auch der Antrag abgegeben werden. Sollte innerhalb von fünf Jahren nach einer Einbürgerung festgestellt werden, dass sie betrügerisch erschlichen wurde, ist Widerruf möglich, sofern keine Staatenlosigkeit eintreten würde.
Wer zu einer Haftstrafe verurteilt worden ist, gilt nicht als „integer“ und muss sieben Jahre nach Haftende warten, bei Bewährungs- oder Geldstrafen 3–4 Jahre. Bei mehreren Vorstrafen kommen weitere Monate oder Jahre hinzu. Genaue Fristen bestimmt die Einwanderungsbehörde gemäß Verwaltungsanweisung.
Mit ihren Eltern einzubürgernde Kinder bzw. Jugendliche haben ab zwölf Jahren ein Anhörungs- und ab fünfzehn Jahren ein Widerspruchsrecht.
Selbst bei Vorliegen aller Voraussetzungen hat die Behörde einen Ermessensspielraum hinsichtlich der „Gesamtsituation des Antragstellers“, Gründen der nationalen oder inneren Sicherheit und wenn der Verdacht besteht, dass kein dauerhafter Aufenthalt im Lande beabsichtigt ist. Dieses Ermessen ist deutlich geringer als in vielen anderen Ländern. Die Bearbeitung ist schleppend. In der zweiten Hälfte der 1990er dauerte es drei Jahre, in den 2020ern wartet man 6–28 Monate auf eine Entscheidung, in den meisten Fällen etwa ein Jahr. Die Quote positiv beschiedener Einbürgerungsanträge schwankte von 2009 bis 2017 zwischen 79 und 94 %. Etwa ein Drittel der Ablehnungen wurden mit mangelnden Sprachkenntnissen begründet, ein weiteres Drittel, weil bei Mehrpersonenanträgen einer keinen Erfolg hatte.
Mehrstaatlichkeit ist nun erlaubt. Finnen, die eine fremde Staatsbürgerschaft annehmen, verlieren ihre finnische hierdurch nicht mehr automatisch. Ehemalige Finnen, die aufgrund dieser Regel ihre Staatsangehörigkeit verloren hatten, können die finnische auf Antrag (durch Erklärung) zurückerhalten.
Einbürgerungskandidaten müssen ihre bisherige Staatsangehörigkeit nicht mehr aufgeben. Doppelstaatlern, die nach dem 1. April 2019 zu einer Haftstrafe wegen einer schweren Straftat, die mit mehr als acht Jahren strafbewehrt ist, verurteilt werden, kann die finnische Staatsangehörigkeit entzogen werden.
Staatsangehörigkeitserwerb durch Erklärung ist möglich für
- Ausländer im Alter von 18–22 Jahren, wenn sie mindestens die letzten zwei Jahre durchgehend in Finnland gelebt haben und
  - in Finnland geboren sind und insgesamt fünf Jahre hier (oder einem Land der Nordischen Passunion) gelebt haben,
  - im Ausland geboren sind und mindestens zehn Jahre hier gelebt haben,
- Menschen, die von Inländern adoptiert sind und dabei 12–17 Jahre alt waren,
- ehemalige Finnen, die aufgrund der Annahme einer fremden ihre finnische Staatsangehörigkeit verloren hatten; sie konnten seit 2003 die finnische Staatsangehörigkeit auf Antrag zurückerhalten, wenn sie im Lande wohnten.[36] Die Regelung wurde 2011 dauerhaft ins Gesetz geschrieben. Ein Inlandswohnsitz ist seitdem nicht mehr nötig.
- Bürger der Nordischen Passunion, die dies ab Geburt sind, nach 5-jährigem Wohnsitz,
- in Finnland geborene uneheliche Kinder einer ausländischen Mutter, wenn die Vaterschaftsanerkennung durch den finnischen Vater erst nach Volljährigkeit des Kindes erfolgt ist.

Bei diesem Verfahren hat die Verwaltung, sofern die Bedingungen erfüllt sind, keinen Ermessensspielraum. Von 2009 bis 2017 wurden nur 2 % der Anträge abgelehnt. Pro Jahr werden 700–1.000 Verfahren durchgeführt. Zum Zeitpunkt der Verschärfung 2024 waren noch 28.000 Altanträge anhängig, die Zahl der Neuanträge stieg 2023 um 2.000 gegenüber dem Vorjahr, als 12.217 Personen Neubürger wurden.

## Sonderfälle
Finnland wurde seit 1950 Mitglied verschiedener skandinavischer Abkommen, auch der Nordischen Passunion, deren Mitglieder sich seit dem Vertrag von Helsinki 1962 gegenseitig Erleichterungen auch in Staatsangehörigkeitsfragen gewährten und sich gegenseitig vor entsprechenden Änderungen berieten. Alle Finnen sind seit dem EU-Beitritt 1995 EU-Bürger.

### Samen
Der Grenzvertrag 1751 zwischen Dänemark-Norwegen und Schweden (zu dem Finnland damals gehörte) hatte in seinem Anhang, dem „Lappenkodizill“ (schwedisch Lappkodicillen), festgelegt, dass die damals „Lappen“ genannten Samen zwar weiterhin zwischen den Ländern nomadisieren durften, aber Untertanen des einen oder anderen Staates wurden. Die nach 1809 in Finnland herdenden Samen blieben größtenteils schwedische Bürger. Norwegen-Schweden und Russland (jetzt Herr über das Großfürstentum Finnland) legten ihre gemeinsame Grenze 1826 fest. Den von der Teilung Betroffenen gab man drei Jahre Zeit, für eines der Länder zu optieren. Im 19. Jahrhundert war es wegen ökonomischer Vorteile für Samen günstiger, Bürger von Schweden zu sein. Nach den Evakuierungen in der Zeit der finnisch-sowjetischen Kriege blieben die meisten Samen aus den 1947 endgültig russisch gewordenen Gebieten in Finnland und wurden hier, falls nötig, eingebürgert.

### Kriegsbedingte Gebietsveränderungen
Nach der Grenzziehung im Frieden von Dorpat verblieben in den Gouvernements Sankt Petersburg und Wiborg 120.000 bis 130.000 finnische Staatsbürger, deren Zahl in den 1930er Jahren stark sank. Der sowjetische bzw. russische Zensus zählte 1970 24.000, 2010 noch etwas über 20.000.
Die Provinz Petsamo (russisch Petschenga) westlich der Halbinsel Kola, die Finnland von der Sowjetunion durch die Friedensverträge vom 14. Oktober 1920 und vom 12. März 1940 freiwillig abgetreten worden war, kam 1944 zur Sowjetunion.
Im Vertrag von 1920 wurde geregelt, dass alle über 18-jährigen russischen Bürger, die in Petschenga wohnten, automatisch Finnen würden, außer wenn sie innerhalb eines Jahres für die russische Staatsangehörigkeit optierten. Erklärungen eines Ehemanns galten auch für die Frau und minderjährige Kinder. Russische Optanten durften ungehindert ausreisen, mussten es aber nicht. Analoges galt für Finnen, die in den an die Sowjetunion gefallenen Gemeinden Repola (Ре́болы) und Porajärvi (Поросо́зеро) in Karelien lebten. Allerdings betrug hier die Optionsfrist nur einen Monat.
Karelien
Von den gut 33.500 Flüchtlingen vor den Kämpfen 1917–22 blieben rund 20.000 in Finnland. „Rote“ und ihre (mutmaßlichen) Sympathisanten wurden zunächst in Finnland nicht eingebürgert. In den 1920er Jahren zogen insgesamt 20.000 Flüchtlinge, vor allem Karelier, auch aus Drittstaaten zurück und wurden Sowjetbürger, was bis 1928 vergleichsweise einfach war.
1940 kamen gut 400.000 Karelier nach Finnland, 260.000–280.000 kehrten ab 1941 heim, nur um 1944 wieder evakuiert zu werden. Die wenigen in dem durch den Frieden von Moskau 1940 an die Sowjetunion abgetretenen karelischen Gebietsstreifen noch wohnenden Finnen wurden automatisch Sowjetbürger, es waren 19 Personen. 1944 verpflichtete Finnland sich, Karelier und Ingermanländer mit sowjetischer Staatsbürgerschaft, die geflohen waren, wieder heimzuschicken; etwa tausend Karelier beantragten deshalb Asyl in Schweden. Diese Regelung wurde Ende 1946 durch den Pariser Friedensvertrag hinfällig.
Für die nur von März 1940 bis Dezember 1941 sowjetisch verwaltete Flottenstation in Hangö (damals russisch Gangut Га́нгут) und später das Pachtgebiet Porkkala (1947–56) stellten sich staatsangehörigkeitsrechtlich keine Fragen, da alle Finnen abgesiedelt wurden. In Hangö waren das 8000 Personen, 1944 in Porkkala gut 7000.
Während des Lapplandkriegs 1944–45 wurden etwa 50.000 der dortigen Bewohner nach Schweden evakuiert; sie kehrten größtenteils wieder zurück.
Im Jahr 1946 lebten rund 420.000, vor allem finnisch(stämmig)e, Vertriebene in Finnland, die aus den vier abgetretenen Regionen gekommen waren. Sie konnten durch Erklärung vereinfacht eingebürgert werden. Dadurch wurde der kriegsbedingte Bevölkerungsverlust von 79.000 Gefallenen mehr als ausgeglichen. Die meisten kamen aus Karelien. Aus Petsamo zogen 10.812 Personen nach Lappland. Von den Inseln und aus Salla-Kuusamo waren die Zahlen gering. Für Kinder von finnischstämmigen Flüchtlingen aus Karelien und Ingermanland galt schon seit 1941 Staatsangehörigkeitserwerb ab Geburt durch ius soli. Diese Erleichterungen wurden 1968 abgeschafft.
Finnischstämmige Ingermanläder erhielten von 1993 bis 2011 unter erleichterten Bedingungen Aufenthaltserlaubnisse. Es kamen etwa 30.000 aus Russland. Sie machen etwa ein Drittel der Einbürgerungen der 2000er Jahre aus.

### Åland-Inseln
Die finnische Souveränität über die Åland-Inseln begann mit einer Empfehlung des Völkerbundes 1921. Zugleich wurden die Bewohner finnische Staatsbürger.
Die schwedischsprachigen Åland-Inseln haben ein Autonomiestatut. Für die dortigen Bewohner gibt es einen eigenen Status (Hembygdsrätt). Finnische Bürger erwerben diesen durch fünfjährigen ununterbrochenen Wohnsitz. Åländer, die fünf Jahre außerhalb der Provinz leben, verlieren ihn.